# キミ☆スタ
『キミ☆スタ プロ野球カードスタジアム キミのオールスター』（きみすた ぷろやきゅうかーどすたじあむ きみのおーるすたー）はフジテレビ公式サイト内で運営されていたオンライン野球ゲームである。ブラウザで動作し、専用ソフトのダウンロードは不要。基本プレイ料金は無料のアイテム課金制（要フジテレビID）。

## 概要
日本野球機構（NPB）所属の12球団の選手を組み合わせてチームを作り、実際のプロ野球結果を予想する「キミスタレース」とプレイヤー同士で対戦する「キミスタカップ」の2種類のゲームモードが用意されている。
プレイヤーは毎日のログインやキミスタカップの結果を閲覧するともらえる「フリークーポン」や課金して手に入れる「キミスタクーポン」などを使って選手カードを入手し、選手層を広げることができる。

## 選手カード
選手カードには、それぞれコストが設定されており、キミスタレース、キミスタカップそれぞれ定められたコスト以下にしなければならない。
重複した選手カードはカード合成を行うことでスキルを付与できる。
レアカードとして「シルバーカード」、「ゴールドカード」があり、それぞれにスキルが付いているほか、コストが軽減されるメリットがある。また、同一選手のレアカードとノーマルカードを同時に所持している場合、両方のスキルが発動する。
選手を起用し続けることでレベルがアップし、より多くのポイント補正を受ける。

### カード獲得
カードはそれぞれの選手ボックスから引いて入手する。フリークーポンの場合は背番号の下1桁ごとに分けられた（1または2,3または4,5または6,7または8,9または0）ボックスが、キミスタクーポンの場合はセ・リーグ、パ・リーグ、投手、野手と分類されたボックスがある。このほかにも「プレミアムクーポン」（高額課金の特典）でカードが引けるプレミアムボックスや、高コストの選手が出る特設ボックスなどがある。

### スキル
スキルはキミスタレースにおける獲得ポイントやキミスタカップにおける能力に影響を及ぼす。安打や奪三振などのポイントを増やすスキルや、失点・三振などの減点を減らすブロックスキルがある。
スキルは選手合成のほかに「スキルクーポン」を使用することで付与できる。ノーマルカード合成はランダムに1つのスキルが選ばれ、スキルを付与・差し替えするかスキル効果を上昇するか選べる。レアカードの場合はスキル効果の上昇のみ行える。

## ゲームモード
これらのリーグで好成績を収めると、スキルクーポンやフリークーポンを手に入れる。

### キミスタレース
プレイヤーは15人の選手を指定して、当日のプロ野球の試合で活躍するであろう選手をコスト内で予想する。
- 選手の結果ごとにポイントが設定されており、マイナスとなった場合は0Pとして処理される。
- コスト制限が緩い「プライムリーグ」とコスト制限が厳しい「リミテッドリーグ」の2種類があり、それぞれ3クラスが設けられている。
- 選手枠はセ・リーグ先発投手、パ・リーグ先発投手各1人、リリーフ投手3人、野手の各ポジション、指名打者、代打各1名。
- ポジションが一致した選手はより多くのポイント補正を受ける。

### キミスタカップ
プレイヤーはコスト内でチームを組み、他のプレイヤーと対戦する。試合は完全に自動進行で、プレイヤーが采配することはできない。リーグはAからKまでの11クラスに分かれており、成績によってリーグが変動する。
- 選手枠は先発投手5人、リリーフ投手4人、抑え投手1人、野手の各ポジション1人、控え野手4人。指名打者制度はない。
- スキルを持つ選手は能力に影響を及ぼす。